# Кужъярви
Кужъярви — пресноводное озеро на территории Кестеньгского сельского поселения Лоухского района Республики Карелии.

## Общие сведения
Площадь озера — 1,8 км². Располагается на высоте 138,9 метров над уровнем моря.
Форма озера лопастная, продолговатая: оно более чем на четыре километра вытянуто с северо-запада на юго-восток. Берега изрезанные, каменисто-песчаные, преимущественно возвышенные, скалистые.
Из залива на северной стороне озера вытекает река Сюняйоки. впадающая в Сушозеро, через которое протекает река Ковда, впадающая, в свою очередь, в Белое море.
В озере расположено более десятка безымянных островов различной площади, рассредоточенных по всей площади водоёма, однако их количество может варьироваться в зависимости от уровня воды.
Населённые пункты и автодороги вблизи водоёма отсутствуют.
Код объекта в государственном водном реестре — 02020000511102000000994.